# Felipa de Coímbra
Felipa de Coímbra  (1435 - 1493) fue la hija más joven de  Pedro de Portugal, I duque de Coímbra  y de Isabel de Urgel y Aragón, hija del conde Jaime II de Urgel.

## Biografía
Fue nombrada Felipa por su abuela, la reina de Portugal Felipa de Lancaster.Se hizo monja en el monasterio de Odivellas, donde murió el 11 de febrero de 1493.
Fue educada y altamente cultivada y dejó varias obras literarias en diferentes lenguas.